# Aveyron
Der Aveyron (okzitanisch Avairon) ist ein Fluss in Süd-Frankreich, in der Region Okzitanien. Das Département Aveyron wurde nach dem Fluss benannt.

## Geographie
Er entspringt bei Sévérac-le-Château im Westen des Causse de Sauveterre, fließt in Ost-West-Richtung parallel zu dem nördlich verlaufenden Lot und dem südlich verlaufenden Tarn und mündet nach einer Strecke von 291 Kilometern an der Gemeindegrenze von Villemade und Lafrançaise als rechter Nebenfluss in den Tarn.

## Durchquerte Départements
- Aveyron
- Tarn
- Tarn-et-Garonne

## Orte am Fluss
- Sévérac-le-Château
- Rodez
- Villefranche-de-Rouergue
- Saint-Antonin-Noble-Val
- Montricoux
- Nègrepelisse
- Albias
- Lamothe-Capdeville
- Montastruc

## Nebenflüsse
(Reihenfolge in Fließrichtung)
- Linke Nebenflüsse:
  - Olip, 14 km
  - Riou Nègre, 13 km
  - Serène, 32 km
  - Viaur, 168 km
  - Cérou, 87 km
  - Vère, 53 km
  - Brive, 13 km
  - Tauge, 20 km
  - Grand Mortarieu, 19 km
- Rechte Nebenflüsse:
  - Serre, 20 km
  - Alzou, 44 km
  - Assou, 14 km
  - Baye, 15 km
  - Seye, 19 km
  - Bonnette, 25 km
  - Lère, 45 km